# Міжа
Міжа (рум. Mija) — село у повіті Димбовіца в Румунії. Входить до складу комуни І.Л. Караджале.
Село розташоване на відстані 62 км на північний захід від Бухареста, 17 км на схід від Тирговіште, 82 км на південь від Брашова.

## Населення
За даними перепису населення 2002 року у селі проживали 837 осіб. Рідною мовою 836 осіб (99,9%) назвали румунську.
Національний склад населення села:
| Національність | Кількість осіб | Відсоток |
| -------------- | -------------- | -------- |
| румуни         | 800            | 95,6%    |
| цигани         | 36             | 4,3%     |